# Melon Music Award

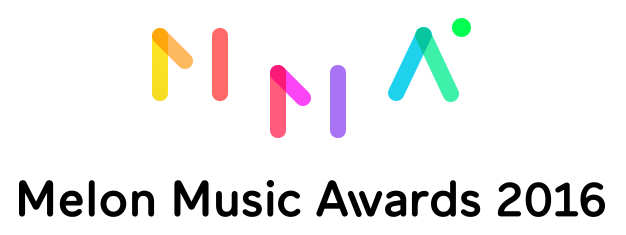
Logo dell'edizione 2016.

I Melon Music Award (멜론 뮤직 어워드?, Mellon myujik eo-wodeuLR, generalmente abbreviati in MMA) sono un premio musicale sudcoreano, organizzato annualmente da Kakao M tramite il proprio rivenditore di musica online, Melon, a partire dal 2009. I riconoscimenti vengono assegnati agli artisti che hanno ottenuto i risultati migliori su Melon nel corso dell'anno.

## Edizioni
| Edizione | Data              | Location                            | Città   | Note   |
| -------- | ----------------- | ----------------------------------- | ------- | ------ |
| 1ª       | 16 dicembre 2009  | Olympic Hall, Olympic Park          | Seul    | [ 3 ]  |
| 2ª       | 15 dicembre 2010  | Hall of Peace, Università Kyung Hee | Seul    | [ 4 ]  |
| 3ª       | 24 novembre 2011  | Olympic Gymnastics Arena            | Seul    | [ 5 ]  |
| 4ª       | 14 dicembre 2012  | Olympic Gymnastics Arena            | Seul    | [ 6 ]  |
| 5ª       | 14 novembre 2013  | Olympic Gymnastics Arena            | Seul    | [ 7 ]  |
| 6ª       | 13 novembre 2014  | Olympic Gymnastics Arena            | Seul    | [ 8 ]  |
| 7ª       | 7 novembre 2015   | Olympic Gymnastics Arena            | Seul    | [ 8 ]  |
| 8ª       | 19 novembre 2016  | Gocheok Sky Dome                    | Seul    | [ 9 ]  |
| 9ª       | 2 dicembre 2017   | Gocheok Sky Dome                    | Seul    | [ 10 ] |
| 10ª      | 1 dicembre 2018   | Gocheok Sky Dome                    | Seul    | [ 11 ] |
| 11ª      | 30 novembre 2019  | Gocheok Sky Dome                    | Seul    | [ 12 ] |
| 12ª      | 2-5 dicembre 2020 | online                              | online  | [ 13 ] |
| 13ª      | 4 dicembre 2021   | online                              | online  | [ 14 ] |
| 14ª      | 26 novembre 2022  | Gocheok Sky Dome                    | Seul    | [ 15 ] |
| 15ª      | 2 dicembre 2023   | Inspire Arena                       | Incheon | [ 16 ] |
| 16ª      | 30 novembre 2024  | Inspire Arena                       | Incheon | [ 17 ] |

## Gran premi

### Artista dell'anno
- 2009 – Girls' Generation
- 2010 – Girls' Generation
- 2011 – Beast
- 2012 – Beast
- 2013 – Shinee
- 2014 – IU
- 2015 – Big Bang
- 2016 – EXO
- 2017 – EXO
- 2018 – BTS
- 2019 – BTS
- 2020 – BTS
- 2021 – IU
- 2022 – Lim Young-woong

### Album dell'anno
- 2009 – G-Dragon per Heartbreaker
- 2010 – 2NE1 per To Anyone
- 2011 – 2NE1 per 2NE1
- 2012 – Busker Busker per Busker Busker 1st Album
- 2013 – Busker Busker per Busker Busker 2nd Album
- 2014 – GOD per Chapter 8
- 2015 – EXO per Exodus
- 2016 – BTS per The Most Beautiful Moment in Life: Young Forever
- 2017 – IU per Palette
- 2018 – BTS per Love Yourself: Tear
- 2019 – BTS per Map of the Soul: Persona
- 2020 – BTS per Map of the Soul: 7
- 2021 – IU per Lilac
- 2022 – Lim Young-woong per Im Hero

### Canzone dell'anno
- 2009 – Girls' Generation per Gee
- 2010 – 2AM per Can't Let You Go Even If I Die
- 2011 – IU per Good Day
- 2012 – Psy per Gangnam Style
- 2013 – EXO per Growl
- 2014 – Taeyang per Eyes, Nose, Lips
- 2015 – Big Bang per Bang Bang Bang
- 2016 – Twice per Cheer Up
- 2017 – BTS per Spring Day
- 2018 – Ikon per Love Scenario
- 2019 – BTS per Boy with Luv
- 2020 – BTS per Dynamite
- 2021 – BTS per Butter
- 2022 – Ive per Love Dive

### Disco dell'anno
- 2018 – Wanna One
- 2019 – BTS
- 2021 – Aespa
- 2022 – BTS per Proof

### Top 10 artisti
- 2009 – 2PM, Girls' Generation, Kara, K.Will, G-Dragon, 8Eight, Super Junior, 2NE1, Brown Eyed Girls, Davichi
- 2010 – 2PM, Girls' Generation, 2AM, IU, DJ DOC, CNBLUE, Lee Seung-gi, 2NE1, T-ara, 4Men
- 2011 – f(x), Secret, Beast, IU, Big Bang, Sistar, Super Junior, 2NE1, Leessang, Lena Park
- 2012 – Psy, Busker Busker, Beast, IU, Big Bang, Sistar, Infinite, 2NE1, T-ara, Huh Gak
- 2013 – Shinee, Busker Busker, Beast, IU, G-Dragon, Sistar, EXO, Ailee, Dynamic Duo, Davichi
- 2014 – GOD, Akdong Musician, Beast, IU, Taeyang, Sistar, EXO, 2NE1, Girl's Day, Winner
- 2015 – Shinee, Girls' Generation, Hyukoh, Toy, Big Bang, Sistar, EXO, Apink, Zion.T, San E
- 2016 – Bewhy, Akdong Musician, BTS, Zico, Mamamoo, GFriend, EXO, Twice, Red Velvet, Kim Tae-yeon
- 2017 – Heize, Bolbbalgan4, BTS, IU, Big Bang, Wanna One, EXO, Twice, Red Velvet, Winner
- 2018 – Ikon, Bolbbalgan4, BTS, BtoB, Mamamoo, Wanna One, EXO, Twice, Blackpink, Apink
- 2019 – Bolbbalgan4, BTS, Chungha, Exo, Heize, Jang Beom-june, Jannabi, Mamamoo, MC the Max, Kim Tae-yeon[18]
- 2020 – Baek Ye-rin, Byun Baek-hyun, Blackpink, BTS, Lim Young-woong, IU, Iz*One, Kim Ho-joong, Oh My Girl, Zico[19]
- 2021 – IU, Lim Young-woong, BTS, Heize, Lil Boi, AKMU, Lee Mu-jin, Ash Island, NCT Dream, Aespa
- 2022 – BE'O, BTS, (G)I-dle, IU, Ive, Lim Young-woong, MeloMance, NCT Dream, NewJeans, Seventeen

### Miglior esordiente
- 2009 – 2NE1
- 2010 – CNBLUE
- 2011 – Huh Gak
- 2012 – B.A.P, Ailee
- 2013 – BTS, Lim Kim
- 2014 – Winner
- 2015 – Ikon, GFriend
- 2016 – Blackpink
- 2017 – Wanna One
- 2018 – The Boyz, (G)I-dle
- 2019 – TXT, Itzy
- 2020 – Cravity, Weeekly
- 2021 – Lee Mu-jin, Aespa
- 2022 – Ive, NewJeans

## Premi per genere

### Rap/hip hop
- 2010 – Supreme Team per Dang Dang Dang
- 2011 – G-Dragon & T.O.P per Oh Yeah (feat. Park Bom)
- 2012 – Dynamic Duo per Without You
- 2013 – Baechigi per Shower of Tears (feat. Ailee)
- 2014 – San E & Raina per A Midsummer Night's Sweetness
- 2015 – Mad Clown per Fire (feat. Jinsil)
- 2016 – Zico per Eureka (feat. Zion.T)
- 2017 – Dynamic Duo & Chen per Nosedive
- 2018 – BTS per Fake Love
- 2019 – Epik High per Lovedrunk (feat. Crush)
- 2020 – Damoim (Yumdda, Paloalto, The Quiett, Deepflow e Simon Dominic) per I'mma Do (feat. Woo Won-jae, Keem Hyo-eun, Nucksal e Huckleberry P)

### Ballad
- 2010 – Gummy per Because You're A Man
- 2011 – Kim Bum-soo per Please
- 2012 – K.Will per Please Don't
- 2013 – Huh Gak per Monodrama (con Yoo Seung-woo), K.Will per Love Blossom
- 2014 – M.C the Max per Wind That Blows
- 2015 – Baek A-yeon per Shouldn't Have (feat. Young K)
- 2016 – Jung Eun-ji per Hopefully Sky, Im Chang-jung per The Love I Committed
- 2017 – Yoon Jong-shin per Like It
- 2018 – Roy Kim per Only Then
- 2019 – Kim Tae-yeon per Four Seasons
- 2020 – Davichi per Dear

### R&B
- 2014 – Fly to the Sky per You You You
- 2015 – Naul per Living in the Same Time
- 2016 – Byun Baek-hyun & Suzy per Dream
- 2017 – Suran per Wine
- 2018 – IU per Bbibbi
- 2019 – Heize per We Don't Talk Together
- 2020 – Baek Ye-rin per Square (2017)

### Rock
- 2010 – Hot Potato per Confession
- 2011 – CNBLUE per Intuition
- 2012 – Nell per The Day Before
- 2013 – Cho Yong-pil per Bounce
- 2014 – CNBLUE per Can't Stop
- 2015 – Kim Sung-gyu per The Answer
- 2016 – Ha Hyun-woo per Don't Cry
- 2017 – Kim Hee-chul & Min Kyung-hoon per Sweet Dream
- 2018 – Kim Hee-chul & Min Kyung-hoon per Falling Blossoms
- 2019 – N.Flying per Rooftop
- 2020 – IU per Eight (feat. Suga)

### OST
- 2009 – Future Liger per Let's Dance – Muhan dojeon
- 2010 – Lee Seung-gi per Losing My Mind – Nae yeojachin-guneun gumiho
- 2011 – Sunny Hill per Pit-a-Pat – Choego-ui sarang
- 2012 – Seo In-guk & Jung Eun-ji per All For You – Eungdaphara 1997
- 2013 – Yoon Mi-rae per Touch Love – Jugun-ui tae-yang
- 2014 – Lyn per My Destiny – Byeor-eseo on geudae
- 2015 – Loco & Yuju delle GFriend per Spring is Gone By Chance – Naemsaereul boneun sonyeo
- 2016 – Yoon Mi-rae per Always – Tae-yang-ui hu-ye
- 2017 – Ailee per I Will Go to You Like the First Snow – Sseulsseulhago challanhasin - Dokkaebi
- 2018 – Paul Kim per Every Day, Every Moment – Kiseu meonjeo halkka-yo?
- 2019 – Gummy per Remember Me – Hotel del Luna
- 2020 – Jo Jung-suk per Aloha – Hospital Playlist
- 2021 – Lee Mu-jin per Rain and You – Hospital Playlist 2
- 2022 – MeloMance per Love, Maybe – Business Proposal

### Trot
- 2010 – Jang Yun-jeong per Ole
- 2015 – Hong Jin-young per Love Wifi
- 2016 – Hong Jin-young per Thumbs Up
- 2017 – Hong Jin-young & Kim Young-chul per Ring Ring (Composer ver.)
- 2018 – Hong Jin-young per Goodbye
- 2019 – Hong Jin-young per Love Tonight
- 2020 – Lim Young-woong per Trust in Me

### Pop
- 2012 – Maroon 5 per Payphone (feat. Wiz Khalifa)
- 2013 – Bruno Mars per Young Girls
- 2015 – Mark Ronson per Uptown Funk (feat. Bruno Mars)
- 2016 – Justin Bieber per Love Yourself
- 2017 – Ed Sheeran per Shape of You
- 2018 – Camila Cabello per Havana (feat. Young Thug)
- 2019 – Billie Eilish per Bad Guy
- 2020 – Sam Smith per To Die For
- 2022 – Charlie Puth per That's Hilarious

### Dance
- 2014 – Block B per Her, Apink per Mr. Chu
- 2015 – BTS per I Need U, Red Velvet per Ice Cream Cake
- 2016 – EXO per Monster, GFriend per Rough
- 2017 – EXO per Ko Ko Bop, Twice per Knock Knock
- 2018 – Wanna One per Boomerang, Blackpink per Ddu-Du Ddu-Du
- 2019 – BTS per Boy with Luv, Chungha per Gotta Go
- 2020 – BTS per Dynamite, Blackpink per How You Like That

### Folk/blues
- 2014 – Akdong Musician per 200%
- 2015 – 10cm per Sseudam Sseudam
- 2016 – 10cm per What The Spring??
- 2017 – Jung Eun-ji per The Spring
- 2018 – Hong Jin-young per Good Bye

### Indie
- 2014 – Standing Egg per Lean on Me (feat. Park Se-young)
- 2015 – Standing Egg per The Sunlight Hurts (feat. Wheein & Obroject Yundak)
- 2016 – Bolbbalgan4 per Galaxy
- 2017 – MeloMance per Gift
- 2018 – MeloMance per Fairy Tale
- 2019 – MeloMance per You&I
- 2020 – Bolbbalgan4 per Leo (feat. Baekhyun)

### Miglior esibizione
- 2020 – Monsta X
- 2021 – The Boyz
- 2022 – TXT, Le Sserafim

## Premi popolarità

### Premio popolarità dei netizen
- 2010 – Super Junior per Bonamana
- 2011 – Super Junior per Mr.Simple
- 2012 – Beast per Midnight
- 2013 – EXO per Growl
- 2014 – Beast per Good Luck
- 2015 – Big Bang per Bang Bang Bang
- 2016 – EXO per Monster
- 2017 – EXO per Ko Ko Bop
- 2018 – BTS per Idol
- 2019 – BTS
- 2020 – BTS
- 2021 – BTS
- 2022 – Lim Young-woong

### Premio tendenza popolare
- 2010 – Girls' Generation per Hoot
- 2011 – Muhan dojeon per West Coast Expressway Music Festival
- 2012 – Trouble Maker per Trouble Maker
- 2013 – Crayon Pop per Bar Bar Bar, Rose Motel per Longtime Lovers
- 2014 – Soyou & Junggigo per Some
- 2015 – Muhan dojeon per Yeongdong Expressway Music Festival
- 2016 – Zico per I Am You, You Are Me
- 2017 – Suran & Suga per Wine
- 2018 – Loco & Hwasa per Don't
- 2019 – AB6IX
- 2020 – Trotmen6
- 2021 – Brave Girls
- 2022 – Le Sserafim

## Premi speciali

### Miglior video musicale
- 2010 – Hwang Soo-ah per Irreversible di Ga-in
- 2011 – Cha Eun-taek per Roly-Poly delle T-ara
- 2012 – Cho Soo-hyun per Gangnam Style di Psy
- 2013 – Lee Gi-baek (Tiger Cave Studio) per Shadow dei Beast
- 2014 – Won Tae-yeon (LOEN Entertainment) per Another Parting delle Melody Day
- 2015 – Naive Creative Production per Who Your Mama? di Park Jin-young (feat. Jessi)
- 2016 – Shin Hee-won per Russian Roulette delle Red Velvet
- 2017 – Choi Yong-seok (LUMPENS) per DNA dei BTS
- 2018 – Ko Yoo-jeong (LUMPENS) per Time for the Moon Night delle GFriend
- 2019 – Kang Daniel per What Are You Up To
- 2021 –  Choi Yong-seok e Guzza (LUMPENS) per 0X1=Lovesong (I Know I Love You) dei TXT
- 2022 – Samson (High Quality Fish) per Tomboy delle (G)I-dle

### Miglior compositore
- 2009 – Bang Si-hyuk per Without A Heart e Goodbye My Love degli 8Eight
- 2010 – Lee Min-soo e Kim Yi-na per Nagging di IU e Im Seul-ong
- 2011 – Jeon Hye-sung per Don't Say Goodbye delle Davichi e That Woman di Baek Ji-young
- 2012 – Duble Sidekick (Michael "Chance" Kim, Park Jang-geun) per Loving U delle Sistar, Voice e Good Boy di Baek Ji-young
- 2013 – Shinsadong Tiger (Lee Ho-yang) per U&I di Ailee, NoNoNo delle Apink, Now dei Trouble Maker
- 2014 – Kim Do-hoon per Some di Soyou e Junggigo, Without You di Mad Clown, Don't Touch Me di Ailee
- 2015 – Teddy Park per Loser, Bae Bae, Bang Bang Bang, We Like 2 Party, Sober, Zutter e Let Not Fall In Love dei Big Bang
- 2016 – Bang Si-hyuk per Fire, Save Me e Blood Sweat & Tears dei BTS
- 2017 – IU per Through the Night, Can't Love You Anymore, Palette e Ending Scene di se stessa
- 2018 – B.I degli Ikon per Love Scenario, Killing Me e Goodbye Road degli Ikon
- 2019 – Pdogg per Boy with Luv dei BTS
- 2020 – Young Tak per Champion di Lee Dae-won, Read and Ignored di Jang Min-ho, Hit It Off di Jung Dong-won e Nam Seung-min, Thirsty degli Young & Wild, Love Cowboy di Ko Jae-geun, Because of Money di Sungwonee, Knock Know Knock di Han Lee-jae
- 2021 – IU per Celebrity, Lilac, Coin, Hi Spring Bye e My Sea
- 2022 – Jeon So-yeon

### Premio stella globale
- 2011 – Girls' Generation per The Boys
- 2012 – Psy per Gangnam Style
- 2013 – Psy per Gentleman
- 2017 – BTS per DNA
- 2018 – BTS per Fake Love
- 2022 – Monsta X

### Esibizione dell'anno
- 2017 – Park Hyo-shin
- 2018 – Lee Sun-hee
- 2019 – Seventeen
- 2022 – IU per The Golden Hour: Under the Orange Sun

### 1theK Original Contents
- 2020 – The Boyz
- 2021 – STAYC

### Miglior direttore di performance
- 2020 – Son Sung-deuk
- 2021 – Son Sung-deuk
- 2022 – RyuD

### Miglior gruppo
- 2021 – BTS, Aespa
- 2022 – BTS, Ive

### Miglior solista
- 2021 – Lim Young-woong, IU
- 2022 – Lim Young-woong, IU

## Altri premi

### 2009
- Star: TVXQ
- Mania: TVXQ per Mirotic
- Current Stream: Kim Tae-woo per Love Rain
- Smart Radio: Girls' Generation
- Odyssey: Girls' Generation per Gee
- Mobile Music: Girls' Generation
- Sudden Rise: Leessang
- Y-STAR Live: Lee Seung-chul

### 2010
- Best Dressed Singer: Girls' Generation
- Best MBC Radio Singer: Jung Yeop per Without You

### 2016
- Hall of Fame Award: Sechs Kies
- Tencent-QQ Music Asia Star Award: Ikon

### 2020
- Best Drum: Shin Seok-cheol
- Best Bass: Choi Hoon
- Best Synthesizer: Hong So-jin
- Best Guitar: Juk Jae
- Best Chorus: Kim Hyun-ah

### 2021
- Best Collaboration: My Universe (Coldplay e BTS)
- Global Rising Artist: Enhypen
- Best Project Music: MSG Wannabe (M.O.M)
- Best Music Style: Siren Remix (Homies)

### 2022
- Best Music Style: Big Naughty
- Global Rising Artist: STAYC
- Project Music Award: WSG Wannabe
- KakaoBank Everyone's Star: BTS
- 1theK Global Icon: Enhypen
- Best Collaboration: 10cm e Big Naughty

## Premi cessati

### Premio arti dello spettacolo
- 2010 – Psy per Right Now
- 2011 – Lee Seung-hwan per Super Hero
- 2013 – Shin Seung-hun

### Premio MBC Music Star
- 2010 – Miss A
- 2011 – Baek Ji-young
- 2012 – Shindong & Kim Shin-young
- 2013 – f(x)
- 2014 – Ladies' Code
- 2015 – EXID
- 2016 – Seventeen
- 2017 – Kim Hyun-ah

### Elettronica
- 2014 – 2NE1 per Come Back Home

### Premio Kakao Hot Star
- 2016 – EXO
- 2017 – Wanna One
- 2018 – BTS
- 2019 – BTS

### Premio esibizione 1theK
- 2015 – Monsta X
- 2017 – GFriend
- 2018 – Momoland
- 2019 – The Boyz